# الهيئة القومية للأنفاق (مصر)
الهيئة القومية للأنفاق هي إحدى هيئات وزارة النقل في جمهورية مصر العربية، أنشأت بالقانون رقم 113 لسنة 1983 بهدف تنفيذ وتشغيل مشروعات مترو الأنفاق في مصر من خلال إجراء الدراسات والبحوث الفنية والاقتصادية الخاصة بالمشروع ومشتملاته، التعاقد والاستعانة بجهات الخبرة الأجنبية والمحلية في تنفيذ هذه المشروعات، ومنذ بدء إنشاء الهيئة القومية للأنفاق وحتى الآن أمكن تنفيذ أكثر من 83 كم من خطوط مترو الأنفاق بالإضافة إلى المنشآت والمرافق المعاونة وبلغت الاستثمارات حوالي 23 مليار جنيه مصري بمعدل 700 مليون جنيه مصري سنوياً.

## التشريعات المنظمة
- قانون رقم 113 لسنة 1983.[5]
  - التعديلات:
    - قانون رقم 33 لسنة 2018.[6]
    - قانون رقم 180 لسنة 2020.[7]
    - قانون رقم 83 لسنة 2025.[8]
- قانون رقم 4 لسنة 1990 في شأن بعض الأحكام الخاصة بمترو الأنفاق.[9]

## الشركات التابعة
- المصرية لإدارة وتشغيل المترو
- الشركة المصرية للأنفاق ومشروعات النقل [10]

## مشروعات الهيئة
- مترو القاهرة.
- القطار الكهربائي السريع.
- القطار الكهربائي الخفيف (مصر)
- مونوريل القاهرة الكبرى.
- مترو الإسكندرية.[11][12]

## وصلات خارجية
- الموقع الرسمي